# Krita
Krita — свободный и открытый растровый графический редактор, программное обеспечение, входящее в состав KDE. Ранее распространялось как часть офисного пакета Calligra Suite, но впоследствии отделилось от проекта и стало развиваться самостоятельно. Разрабатывается преимущественно для художников и фотографов, распространяется на условиях GNU GPL.

## Название
В README-файле, распространяемом вместе с программой, её название разъясняется следующим образом:
Krita — программа для рисования растровой графики. Кроме того, согласно фразеологическому словарю Брюэра, это слово означает:
- в шведском языке krita означает «мел», а rita — «рисовать».
- первый из периодов хинду в маха-юге, «золотой век» человечества;
- в Махабхарате слово «крита» используется в контексте, где оно означает «совершенный».

## История
Работа над программой была начата в 1999 году. Сама программа сменила несколько названий (KImageShop, затем Krayon) и лидеров проекта. Нынешнее название пришло в 2002 году вместе с текущим лидером проекта Баудевейном Ремптом. 21 июня 2005 года Krita впервые выпущена в составе проекта KOffice (KOffice 1.4.0). После переименования офисного пакета в Calligra Suite в 2010-м году выходит в его составе. Большинство дистрибутивов позволяют также ставить Krita, не устанавливая офисных приложений пакета. В 2015 году началась работа по переводу Krita на Qt5 и библиотеки KDE Frameworks 5. Благодаря успешно проведённой кампании на Kickstarter, удалось реализовать множество новых возможностей в Krita 3.0, существенно повысить производительность инструментов, а также обеспечить распараллеливание операций вычислений для работы фильтров.
Изменения в направлении развития проекта произошли в 2009 году с новой целью стать программным обеспечением для цифровой живописи, как Corel Painter и SAI. Также с этого момента проект начал экспериментировать с различными способами финансирования своего развития, включая Google Summer of Code, и финансировал работу для студентов. Как следствие, развитие ускорилось, что привело к лучшей производительности и стабильности.

## Krita Lime
В 2013 году для пользователей систем на базе Ubuntu появился полуофициальный репозиторий Krita Lime, с помощью которого пользователи могут установить самые свежие версии Krita, не дожидаясь стабильных релизов, которые выходят в среднем раз в 3—6 месяцев. С июня 2017 года, помимо стабильных выпусков, доступны ежедневные сборки. Кроме того, на сайте проекта доступны самодостаточные пакеты в форматах Appimage и Snap, работающие в любых дистрибутивах Linux и не требующие внешних зависимостей.

## Функциональные возможности

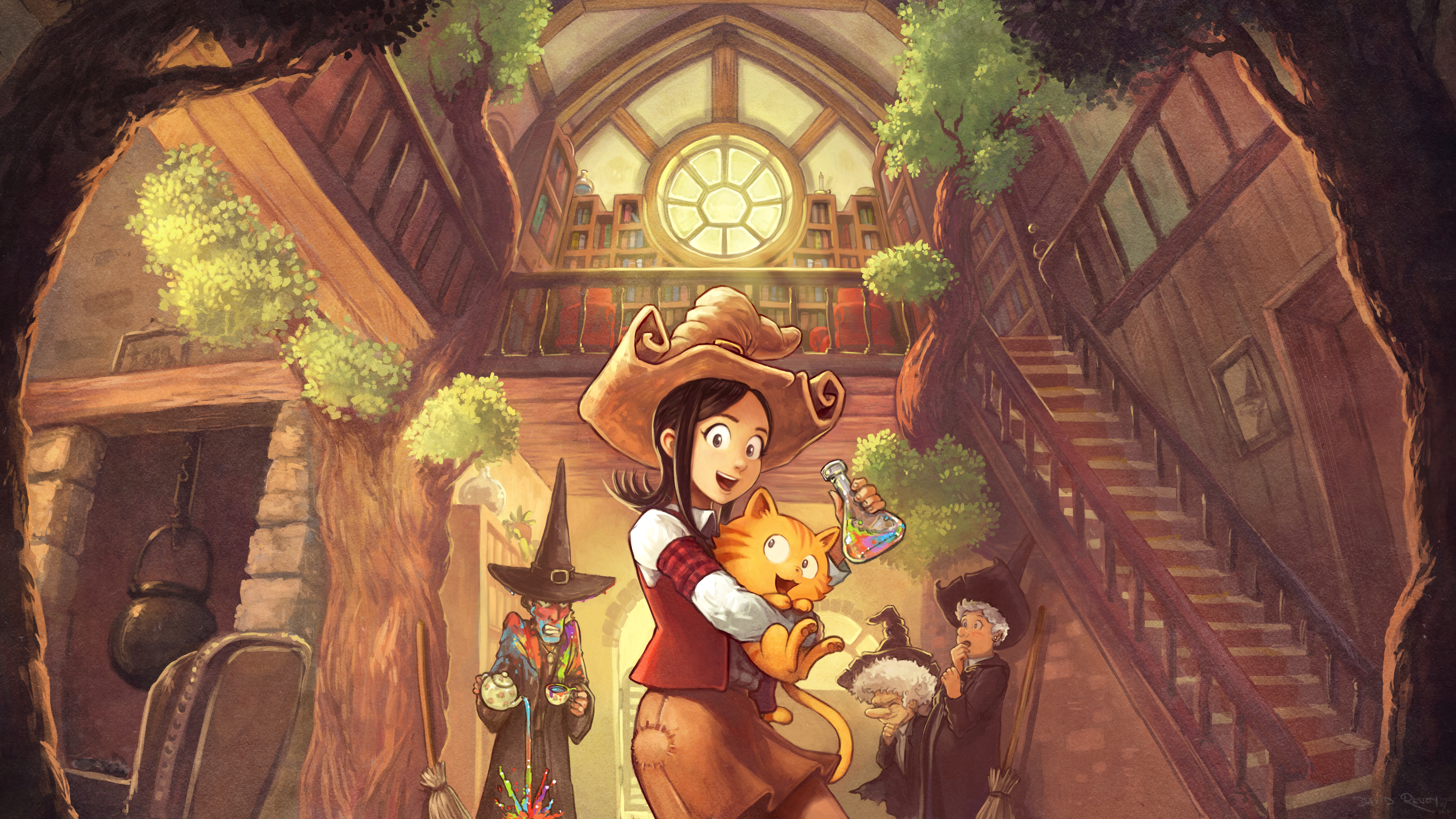
Веб-комикс Pepper&Carrot французского художника Давида Ревуа, созданный при помощи Krita

Несмотря на первоначальную ориентированность Krita на создание изображений с нуля (в какой-то степени ориентиром была программа Corel Painter), разработчики стараются реализовать достаточно возможностей не только для художников, но и для фотографов.
Krita поддерживает неразрушающее редактирование слоев и масок (по аналогии с Adobe Photoshop), работу в различных цветовых пространствах и с различными цветовыми моделями — RGB, CMYK, LAB, в режиме от 8 до 32 бит с плавающей точкой на канал. Кроме того, реализованы популярные фильтры (такие как нерезкое маскирование), корректирующие слои, маски и динамические фильтры, а также серия инструментов для ретуши.
Однако основным приоритетом разработчики ставят реализацию возможностей для художников. Для них Krita может предложить:
- полноценные инструменты для работы с покадровой анимацией, включая экспорт анимации с использованием FFmpeg
- широкий выбор кистей (в том числе смешивающие, фильтрующие, эффектные, спрей, кисти для заполнения объёмов)
- большое количество режимов наложения
- управление динамикой кистей с помощью графического планшета
- имитацию бумаги и пастели
- поворот и зеркалирование холста
- псевдо-бесконечный холст
- поддержку горячих клавиш Photoshop и SAI

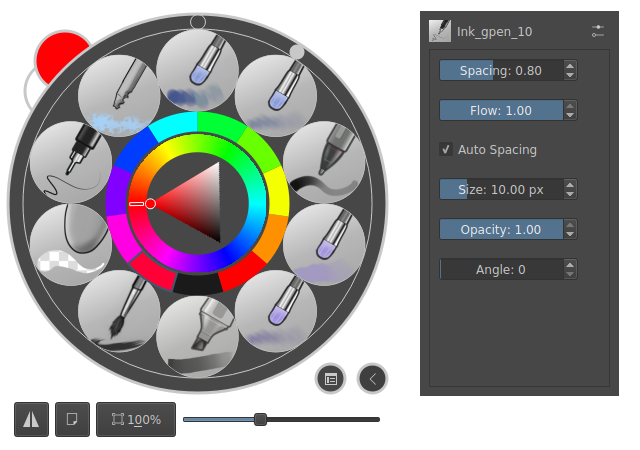
Всплывающее меню Krita (версия 4.0)

По мере развития проекта разработчики усиленно работают над оптимизацией различных функций редактора, добавлением новых инструментов, а также над улучшением его интеграции в рабочие процессы профессиональных художников.

## Вариации
- Krita Gemini, оптимизированный для планшетов и сенсорного взаимодействия.
- Krita Studio, коммерчески поддерживаемая версия для кино и VFX-студий.